# Kent East (circonscription du Parlement européen)
Avant l’adoption uniforme de la représentation proportionnelle en 1999, le Royaume-Uni utilisait le système uninominal à un tour pour les élections européennes en Angleterre, en Écosse et au pays de Galles. Les conscriptions du Parlement européen utilisées dans ce système étaient plus petites que les circonscriptions régionales les plus récentes et ne comptaient chacune qu'un seul membre au Parlement européen.
La circonscription de Kent East était l'une d'entre elles.

## Limites
1979-1984: Ashford; Canterbury; Dover and Deal; Faversham; Folkestone and Hythe; Maidstone; Thanet East; Thanet West.
1984-1994: Ashford; Canterbury; Dover; Faversham; Folkestone and Hythe; Maidstone; Thanet North; Thanet South.
1994-1999: Ashford; Canterbury; Dover; Faversham; Folkestone and Hythe; Thanet North; Thanet South.

## Membre du Parlement européen
| Élection                    | Élection | Portrait | Membre              | Parti        |
| --------------------------- | -------- | -------- | ------------------- | ------------ |
|                             | 1979     |          | Christopher Jackson | Conservateur |
|                             | 1994     |          | Mark Watts          | Travailliste |
| 1999 circonscription abolie |          |          |                     |              |